# Ali Reza Pahlawi I
Ali Reza Pahlawi I (ur. 1 marca 1922 w Teheranie, zm. 17 października 1954 w górach Elburs) – młodszy syn założyciela irańskiej dynastii Pahlawich Rezy Szaha Pahlawiego, brat ostatniego szacha Iranu Mohammada Rezy Pahlawiego. Służył w Cesarskiej Armii Irańskiej w stopniu podporucznika. Po abdykacji ojca przebywał przez pewien czas wraz z nim na wygnaniu na Mauritiusie i w Johannesburgu.
Zginął tragicznie w katastrofie lotniczej w górach Elburs pod Teheranem.